# 박석련
박석련(한국 한자: 朴錫璉)은 대한민국의 의사이다. 일제강점기 시절의 세브란스의학전문학교에 입합한 뒤 당시 학교의 축구부에서 활동하다가 경성 축구단의 창립 맴버로 입단하는 등 축구 선수로 활약했었다.당시 스포츠계에서 활약하며 많은 유명세를 얻게 되었지만, 그는 대학 졸업 이후 이비과와 외과를 전문으로 하는 청년 의사로서의 길을 걷게 되었다.